# Річард III (князь Капуанський)
Річард III (†10 червня 1120), норманський граф Аверський (1120), князь Капуанський (1120).
Неповнолітній єдиний син Роберта I, який правив упродовж дуже короткого періоду часу між 27 травня та 10 червня 1120. По смерті престол спадкував його дядько Йордан II.